# تپه رحمت
تپه رحمت در شهرستان ازنا، بخش مرکزی، دهستان پاچه لک غربی، ۱۰۰ متری غرب روستای برجله واقع شده و این اثر در تاریخ ۲۸ اسفند ۱۳۸۵ با شمارهٔ ثبت ۱۸۲۸۵ به‌عنوان یکی از آثار ملی ایران به ثبت رسیده است.